# Блокування транспортного сполучення в Україні в лютому 2014 року
Блокування транспортного сполучення в лютому 2014 року — комплекс дій, вчинених владою в Україні на чолі з Віктором Януковичем з метою не допуску прихильників Євромайдану з інших регіонів України до міста Києва та з інших районів Києва до його центру. 

## Блокування метрополітену
18 лютого 2014 р. о 16-й годині Київський метрополітен вперше за свою історію припинив свою роботу, мотивуючи це «загрозою терористичного акту». 20 лютого о 10 годині активісти Майдану пікетували головний офіс Київського метрополітену біля станції «Політехнічний інститут» з вимогою відновити роботу метрополітену. Колишній керівник КМДА Іван Салій також висловився за відновлення роботу метрополітену. За даними Львівської газети, 20 лютого 2014 р., о 14-й годині, метрополітен здійснював перевезення «тітушок» зі станції Позняки до станції Печерська. Метрополітен, своєю чергою, виступив зі спростуванням інформації щодо перевезення правоохоронців та сторонніх осіб.
20 лютого 2014 р. о 17-й годині Київський метрополітен частково відновив свою роботу. Так, закритими для входу та виходу пасажирів залишаються всі пересадочні вузли і станції «Хрещатик», «Майдан Незалежності», «Театральна», «Золоті ворота», «Палац спорту», «Площа Льва Толстого», «Поштова площа» та «Арсенальна» — потяги слідують повз ці станції без зупинки. Окрім того, станція «Вокзальна» закрита для входу пасажирів і працюватиме лише на вихід, потяги на цій станції зупиняються для висадки пасажирів.
21 лютого 2014 р. вранці Київський метрополітен відновив свою роботу окрім станцій «Майдан Незалежності» та «Хрещатик».

## Блокування автомобільних в'їздів до Києва
19 лютого 2014 р. о 2-й годині ночі вантажівки з піском перекрили головні траси, які ведуть до Києва: Житомирську, Дніпропетровську, Одеську, Броварську, Бориспільську та Варшавську. В'їзди до Києва охороняли автоматники.

## Блокування залізниці з Західної України
19 лютого 2014 р. ввечері «Укрзалізниця» скасувала всі поїзди зі Львова до Києва через розмиття колії Південно-Західної залізниці на дільниці Тетерів — Коростень.
20 лютого 2014 р. об 11-й годині ранку Укрзалізниця поширила інформацію про те, що пасажирські поїзди київського напрямку на території Львівської залізниці станом на ранок 20 лютого затримані «у зв'язку із закриттям двох перегонів через порушення технічних параметрів колії внаслідок погодних умов» на ділянці Коржівці — Деражня (дільниці Хмельницький — Жмеринка). Продаж квитків на поїзди, які курсують з Києва в західному напрямку у четвер, 20 лютого, тимчасово призупинений.